# Io e le sue vacche
Io e le sue vacche (Je et ses vaches) è un racconto breve scritto da Alfred Jarry nel 1894.
L'opera è da alcuni considerata un manifesto ante litteram del teatro surreale francese. Il testo compare per la prima volta nella raccolta di testi Visions actuelles et futures (1894).

## Trama
Il libro parla del viaggio di un uomo attraverso un suo incubo ricorrente. L'alternarsi di sonno disturbato e di veglia permette all'autore di raccontare la storia da due diversi punti di vista. Una notte, il fratello del protagonista, Bugrelao, irrompe in camera rovesciando dappertutto cera verde sul pavimento. Per la prima volta, la madre dei due fratelli crede alla versione di Romelio, accettando di buon grado di ripulire i meandri della cera, ormai raffreddata.

## Interpretazione
L'epilogo ironico del finale lascia aperte diverse interpretazioni possibili.
Secondo alcuni il racconto contiene diverse allegorie. L'interpretazione più citata (Breton, 1997, p.77) è quella secondo cui la caduta della candela rappresenta la nascita della religione islamica. Critici posteriori hanno visto nell'immagine della madre una rappresentazione icastica che in qualche modo premoniva la sottomissione delle donne iraniane che sarebbe seguita alla Rivoluzione Islamica.

## Curiosità
Il libro, per il suo contenuto fortemente politico e critico, non è stato mai pubblicato in Italia, ad esclusione di un breve riassunto, riportato nella traduzione dal francese dell'Antologia dello humour nero di André Breton.